# Ivan Ivanovics Lukjanov
Ivan Ivanovics Lukjanov (oroszul: Иван Иванович Лукьянов; Moszkva, 1923. szeptember 18. – 1985. július 18.) szovjet nemzetközi labdarúgó-játékvezető.

## Pályafutása

### Nemzeti játékvezetés
Nemzeti labdarúgó-szövetségének megfelelő játékvezető bizottsága minősítése alapján 1954-ben lett az 1. Liga játékvezetője. Küldési gyakorlat szerint rendszeres partbírói szolgálatot végzett. A nemzeti játékvezetéstől 1973-ban vonult vissza. Első ligás mérkőzéseinek száma: 204. A szovjet-orosz mérkőzésvezetői örök ranglistán (2009 bajnoki év végével) a 7. helyen áll.

#### Nemzeti kupamérkőzések
Vezetett kupadöntők száma: 2.

##### Szovjet labdarúgókupa
| Időpont             | Helyszín               | Mérkőzés típusa             | Mérkőzés                               | Eredmény | Nézők száma |
| ------------------- | ---------------------- | --------------------------- | -------------------------------------- | -------- | ----------- |
| 1972. augusztus 12. | Lenin Stadion, Moszkva | döntő, első mérkőzés        | FK Torpedo Moszkva–FK Szpartak Moszkva | 0– 0     | 102 000     |
| 1972. augusztus 13. | Lenin Stadion, Moszkva | döntő, megismételt mérkőzés | FK Torpedo Moszkva–FK Szpartak Moszkva | 1 – 1    | 35 000      |

### Nemzetközi játékvezetés
Az Orosz labdarúgó-szövetség Játékvezető Bizottsága (JB) terjesztette fel nemzetközi játékvezetőnek, a Nemzetközi Labdarúgó-szövetség (FIFA) 1959-től tartotta nyilván bírói keretében. Több nemzetek közötti válogatott és klubmérkőzést vezetett., vagy működő társának partbíróként segített. A orosz nemzetközi játékvezetők rangsorában, a világbajnokság-Európa-bajnokság sorrendjében többedmagával a 25. helyet foglalja el 1 találkozó szolgálatával. Az aktív nemzetközi játékvezetéstől 1962-ben búcsúzott. Válogatott mérkőzéseinek száma: 3.

#### Labdarúgó-világbajnokság
Az 1962-es labdarúgó-világbajnokságra a FIFA JB bíróként alkalmazta.
| Időpont              | Helyszín                        | Mérkőzés típusa                       | Mérkőzés         | Eredmény | Nézők száma |
| -------------------- | ------------------------------- | ------------------------------------- | ---------------- | -------- | ----------- |
| 1961. szeptember 10. | Walter Ulbricht Stadion, Berlin | 374. válogatott mérkőzés (4. csoport) | NDK–Magyarország | 2 : 3    | 25 000      |

#### A magyar labdarúgó-válogatott mérkőzései (1902–1929)
| Időpont             | Helyszín               | Mérkőzés típusa          | Mérkőzés                   | Eredmény | Nézők száma |
| ------------------- | ---------------------- | ------------------------ | -------------------------- | -------- | ----------- |
| 1959. október 25.   | Népstadion, Budapest   | 359. válogatott mérkőzés | Magyarország–Svájc         | 8 : 0    | 70 000      |
| 1962. szeptember 2. | Városi Stadion, Poznań | 387. válogatott mérkőzés | Lengyelország–Magyarország | 0 : 2    | 40 000      |

## Külső hivatkozások
- Ivan Ivanovics Lukjanov. footballzz.com. (Hozzáférés: 2012. december 29.)
- Ivan Ivanovics Lukjanov. scoreshelf.com. [2015. április 6-i dátummal az eredetiből archiválva]. (Hozzáférés: 2012. december 29.)
- Ivan Ivanovics Lukjanov. eu-football.info. (Hozzáférés: 2012. december 29.)
- Ivan Ivanovics Lukjanov. referee.ru. (Hozzáférés: 2015. október 2.)

| Elődje: Anatolij Vasziljevics Milcsenko | Szovjet labdarúgókupa döntő 1972 | Utódja: Ivan Ivanovics Lukjanov |

| Elődje: Ivan Ivanovics Lukjanov | Szovjet labdarúgókupa döntő 1972 | Utódja: Pavel Nyikolajevics Kazakov |

| Elődje: Pjotr Andrejevics Belov (203) | Nemzeti mérkőzéseinek száma 1954–1973 (204) | Utódja: Nyikolaj Vlagyimirovics Ivanov (205) |